# Hesticus rufimana
Hesticus rufimana är en insektsart som först beskrevs av Walker 1858.  Hesticus rufimana ingår i släktet Hesticus och familjen Lophopidae. Inga underarter finns listade i Catalogue of Life.